# الخرابة (سير)

تعديل مصدري - تعديل

الخرابة محلة تابعة لقرية سير، التابعة لعزلة سير بمديرية بعدان إحدى مديريات محافظة إب في الجمهورية اليمنية، بلغ تعداد سكانها 520 حسب تعداد اليمن لعام 2004.